# Su mamutone
Su mamutone è un album di Benito Urgu realizzato in collaborazione con i Salis. Contiene registrazioni risalenti agli anni '70 ed è stato pubblicato nel 2004 da Frorias Edizioni.

## Tracce
1. S'ave Maria (B. Urgu - F. Salis)
2. Pesadebone, andamos totu est aradu  (B. Urgu - F. Salis)
3. Semenamos  (B. Urgu - F. Salis)
4. Su ringratziamentu  (B. Urgu - A. Salis)
5. Su 'eranu festosu (Tradizionale)
6. Sa ninna  (B. Urgu - F. Salis)
7. Nuoresa (Tradizionale)
8. Sas campanas de sa dominiga (A. Lotta)
9. Sa dominiga manzanu  (B. Urgu - A. Salis)
10. Diverbiu  (B. Urgu - A. Salis - F. Salis)
11. Su cantu de su punzoneranu  (B. Urgu - A. Salis)
12. Su 'eranu  (B. Urgu - A. Lotta)
13. Ballu sardu (Tradizionale)
14. Su mamutone  (B. Urgu - A. Salis - F. Salis)